# Rugby Americas North Championship
El Campeonato de rugby de América del Norte o Campeonato de rugby de RAN, conocido antes de la edición de 2016 como Campeonato de Rugby de NACRA (Campeonato de Rugby de North America Caribbean Rugby Association), es un campeonato para las selecciones nacionales adscritas a la Rugby Americas North de rugby a XV.

## Historia
El campeonato cuenta como antecedente el campeonato del Caribe que se disputó entre 1966 y 1999, en las cuales los seleccionados de Bermudas y Trinidad y Tobago dominaron el torneo.
La primera edición del torneo se llevó a cabo en 2001 coronando como primer campeón del torneo al seleccionado de Trinidad y Tobago.
En múltiples ocasiones ha formado parte de la clasificación americana para la Copa Mundial de Rugby entre ellas los torneos disputados en 2001, 2005, 2008, 2012 y 2016.
En la última edición disputada en 2025, el seleccionado de México obtuvo el campeonato luego de vencer por 45 a 14 a Trinidad y Tobago.

## Campeonatos
| Edición | Año  | Campeón             | 2º puesto           |
| ------- | ---- | ------------------- | ------------------- |
| I       | 2001 | Trinidad y Tobago   | Bermudas            |
| II      | 2005 | Barbados            | Bahamas             |
| III     | 2008 | Trinidad y Tobago   | Guyana              |
| IV      | 2011 | Bermudas            | Guyana              |
| V       | 2012 | Bermudas            | Guyana              |
| VI      | 2013 | USA South           | Trinidad y Tobago   |
| VII     | 2014 | Guyana              | USA South           |
| VIII    | 2015 | Trinidad y Tobago   | México              |
| IX      | 2016 | México              | Guyana              |
| X       | 2017 | USA South           | Guyana              |
| XI      | 2018 | USA South           | Islas Caimán        |
| XII     | 2019 | Bermudas            | Guadalupe           |
| XIII    | 2024 | Sin campeón oficial | Sin campeón oficial |
| XIV     | 2025 | México              | Trinidad y Tobago   |

## Posiciones
- Número de veces que las selecciones ocuparon las dos primeras posiciones en todas las ediciones.[11]

| Equipo            | Campeón | 2º puesto |
| ----------------- | ------- | --------- |
| Trinidad y Tobago | 3       | 2         |
| USA South         | 3       | 1         |
| Bermudas          | 3       | 1         |
| México            | 2       | 1         |
| Guyana            | 1       | 5         |
| Barbados          | 1       |           |
| Bahamas           |         | 1         |
| Islas Caimán      |         | 1         |
| Guadalupe         |         | 1         |